# 高島直之
高島 直之（たかしま なおゆき、1951年 - ）は、日本の美術評論家。武蔵野美術大学名誉教授。2022年、同大学芸術文化学科教授を退官。

## 概要
1951年、宮城県生まれ。
武蔵野美術短期大学デザイン科商業デザイン専攻卒業。1978年、週刊書評紙「日本読書新聞」編集部入社。編集者として６年間勤務。学術書評欄を担当しながら美術・デザイン・写真・建築の記事を企画。同紙編集長を経て、美術批評(近現代美術/デザイン史)に携わる。 1994年 - 1995年、2001年 - 2002年ギャラリーαMキュレーター。

## 著作
- 『中井正一とその時代』青弓社、2000年
- 『芸術の不可能性: 瀧口修造 中井正一 岡本太郎 針生一郎 中平卓馬』武蔵野美術大学出版局、2017年
- 『イメージか モノか: 日本現代美術のアポリア』武蔵野美術大学出版局、2021年

### 共著
- 『1960年代グラフィズム』印刷博物館 、2002年
- 『日本近現代美術史事典』東京書籍、2007年
- 『1950年代日本のグラフィックデザイン──デザイナー誕生』国書刊行会、2008年
- 『中平卓馬　来たるべき写真家』河出書房新社、2009年
- 『現代アート事典』美術出版社、2009年
- 『1968年文化論』毎日新聞社、2010年

### 監修
- 『デザイン史を学ぶクリティカルワーズ』フィルムアート社、2006年

### 編集
- 高松次郎『世界拡大計画』水声社、2003年

## 企画
- 2000年 - 2001年「αMプロジェクト2000-2001 高島直之、林卓行、松本透」
- 1994年 - 1995年「αMプロジェクト1994-1995 高島直之」